# For That Beautiful Feeling
For That Beautiful Feeling è il decimo album in studio del duo inglese di musica elettronica The Chemical Brothers, pubblicato l'8 settembre 2023 tramite EMI Records.
La band ha annunciato il nome dell'album e l'elenco dei brani il 19 luglio 2023.
L'album è abbinato a un libro retrospettivo sulla carriera (Paused in Cosmic Reflection) che sarà pubblicato da White Rabbit il 26 ottobre 2023. Il libro è composto da nuove interviste con la band, così come con molti dei loro amici e collaboratori del ultimi tre decenni, tra cui Noel Gallagher, Aurora, Wayne Coyne, Beth Orton, Beck e Michel Gondry.

## Recensioni
For That Beautiful Feeling ha ricevuto un punteggio di 85 su 100 sull'aggregatore di recensioni Metacritic sulla base di cinque recensioni dei critici, indicando "il plauso universale". Uncut ha scritto che i Chemical Brothers "producono un sacco gioia dance-pop" nell'album. Damien Morris di The Observer lo ha descritto come una "riaffermazione senza senso della più grande forza del duo dance: far suonare house e techno psichedeliche in gran parte strumentali in qualche modo come musica pop".

## Tracce
1. Intro – 1:09 (Edward Simons, Thomas Rowlands)
2. Live Again (featuring Halo Maud) – 5:10 (Rowlands, Simons)
3. No Reason – 4:52 (Rowlands, Simons)
4. Goodbye – 5:50 (Rowlands, Simons)
5. Fountains – 3:45 (Rowlands, Simons)
6. Magic Wand – 2:27 (Rowlands, Simons)
7. The Weight – 3:43 (Rowlands, Simons)
8. Skipping Like a Stone (featuring Beck) – 4:43 (Rowlands, Simons)
9. The Darkness That You Fear (Harvest Mix) – 3:44 (Rowlands, Simons)
10. Feels Like I'm Dreaming – 6:58 (Rowlands, Simons)
11. For That Beautiful Feeling (featuring Halo Maud) – 4:14 (Rowlands, Simons)